# Burkina Faso na Mistrzostwach Świata w Lekkoatletyce 2019
Burkina Faso na Mistrzostwach Świata w Lekkoatletyce 2019 – reprezentacja Burkina Faso podczas mistrzostw świata w Doha liczyła dwóch zawodników i jedną zawodniczkę.

## Zdobyte medale
| Medal | Zawodnik             | Konkurencja | Rezultat | Data        |
| ----- | -------------------- | ----------- | -------- | ----------- |
| brąz  | Fabrice Zango Hugues | trójskok    | 17,66 m  | 29 września |

## Skład reprezentacji

### Mężczyźni
| Zawodnik          | Konkurencja                | Preeliminacje | Preeliminacje | Eliminacje | Eliminacje | Półfinał | Półfinał | Finał | Finał   | Źródło |
| Zawodnik          | Konkurencja                | Wynik         | Pozycja       | Wynik      | Pozycja    | Wynik    | Pozycja  | Wynik | Pozycja | Źródło |
| ----------------- | -------------------------- | ------------- | ------------- | ---------- | ---------- | -------- | -------- | ----- | ------- | ------ |
| Bienvenu Sawadogo | bieg na 400 m przez płotki | —             | —             | DSQ        | DSQ        | NQ       | NQ       | NQ    | NQ      | [ 1 ]  |

| Zawodnik             | Konkurencja | Kwalifikacje | Kwalifikacje | Finał | Finał   | Źródło      |
| Zawodnik             | Konkurencja | Wynik        | Pozycja      | Wynik | Pozycja | Źródło      |
| -------------------- | ----------- | ------------ | ------------ | ----- | ------- | ----------- |
| Fabrice Zango Hugues | trójskok    | 17,17        | 2. Q         | 17,66 | brąz    | [ 2 ] [ 3 ] |

### Kobiety
| Siedmiobój   | Siedmiobój         | Siedmiobój | Siedmiobój | Siedmiobój |
| Zawodniczka  | Konkurencja        | Wynik      | Punkty     | Pozycja    |
| ------------ | ------------------ | ---------- | ---------- | ---------- |
| Marthe Koala | Bieg na 100 m p.pł | 13.05      | 1117       | 4.         |
| Marthe Koala | Skok wzwyż         | 1,74       | 903        | 14.        |
| Marthe Koala | Pchnięcie kulą     | 13,28      | 746        | 14.        |
| Marthe Koala | Bieg na 200 m      | 24.29      | 953        | 7.         |
| Marthe Koala | Skok w dal         | 6,44       | 988        | 2.         |
| Marthe Koala | Rzut oszczepem     | 37,59      | 621        | 15.        |
| Marthe Koala | Bieg na 800 m      | DNS        | DNS        | DNS        |
| Razem        | Razem              | Razem      | DNF        | DNF        |